# Jan Postník Pečerský
Svatý Jan Postník Pečerský byl pravoslavný monach Kyjevsko-Pečerské lávry.
O životě svatého Jana se zachovalo málo informací, datum ani místo narození není známo. Žil prý ve 13. století. Zpráva o ostatcích svatého Jana odpočívající v blízkých jeskyních Kyjevsko-pečerského monastýru spolu se zprávami o ostatcích dalších svatých se stejným jménem se poprvé nachází v díle „Teraturgima“ od Afanasije (Kalnofojského) z roku 1638.